# Inmaculada Herranz Aguayo
Inmaculada Herranz Aguayo (1975) és una professora universitària espanyola, consellera per a la coordinació del Pla de Garanties Ciutadanes del Govern de Castella-la Manxa des d'agost de 2017.
Llicenciada en Sociologia, es va doctorar en la mateixa especialitat per la Universitat Complutense de Madrid. El seu camp d'investigació ha estat l'anàlisi de l'estratificació social i la desigualtat. Resident a Talavera de la Reina, i professora universitària des de l'any 2000, és vicedegana de la Facultat de Ciències Socials de la Universitat de Castella-la Manxa localitzada a la ciutat.
Com a part de l'acord per a l'aprovació dels pressupostos regionals de Castella-la Manxa entre el govern d'Emiliano García-Page i el grup parlamentari de Podem, Herranz, vinculada a aquest últim partit, va ser nomenada el 9 d'agost de 2017 com a consellera per a la coordinació del Pla de Garanties Ciutadanes, entrant a formar part del govern regional al costat de José García Molina, nou vicepresident segon. Va prendre possessió del càrrec el 10 d'agost al palau de Fuensalida.